# یانگ تاگ
جفری لامار ویلیامز (زادهٔ ۱۶ اوت ۱۹۹۱)شناخته‌شده با نام یانگ تاگ خواننده رپ، خواننده و ترانه‌نویس اهل ایالات متحده است. وی که به دلیل سبک آوازی عجیب و غریب و مد خود شناخته می‌شود، ابتدا به دلیل همکاری با خوانندگان رپ مانند مکی جونیور و گوچی مین مورد توجه قرار گرفت. وی از سال ۲۰۱۰ میلادی تاکنون مشغول فعالیت بوده‌است.